# Stand Alone
Stand Alone (br: O Valor da Coragem) (também conhecido como Luta Solitária) é um filme de ação, produzido nos Estados Unidos em 1985, escrito por Roy Carlson, e dirigido por Alan Beattie.

## Sinopse
Um veterano combatente da Segunda Guerra Mundial é levado ao extremo, tendo que enfrentar os membros de gangues e traficantes de drogas, quando eles dominam seu bairro, os marginais ameaçaram sua família, e invadem sua casa. Agora ele vai ter que lutar, contra eles da única maneira que pode.

## Elenco
- Charles Durning  ...  Louis Thibadeau
- Pam Grier  ...  Cathryn Bolan
- James Keach  ...  Detetive Isgrow
- Bert Remsen ...  Paddie
- Barbara Sammeth  ...  Meg
- Lu Leonard  ...  Mrs. Whitehead
- Luis Contreras  ...  Look-Out
- Willard E. Pugh  ...  Macombers
- Bob Tzudiker  ...  Farley
- Mary Ann Smith  ...  Nurse Warren
- Cory 'Bumper' Yothers  ...  Gordie
- Holly Hardman  ...  Polly
- Duane Tucker  ...  Johnnie
- Douglas Durning  ...  Young Louis
- Annie O'Donnell  ...  Hysterical Woman